# Herb gminy Zarzecze
Herb gminy Zarzecze – jeden z symboli gminy Zarzecze, autorstwa Włodzimierza Chorązkiego, ustanowiony 28 października 2009.

## Wygląd i symbolika
Herb przedstawia na tarczy koloru zielonego dzielonej z prawa w skos srebrną linią falistą w polu lewym górnym trzy srebrne wręby, natomiast w prawym dolnym polu srebrną lilię spojoną złotym pierścieniem. Pas nawiązuje do nazwy gminy i rzeki Mleczki, trzy wręby to godło z herbu Korczak, lilia odwołuje się do herbu Gozdawa, natomiast kolor zielony przypomina o rolniczym charakterze gminy i znaczeniu na jej terenie ruchu ludowego. 